# Austin Kimberley
Der Austin Kimberley und sein einfacher ausgestattetes Schwestermodell Austin Tasman waren Mittelklasseautos, die von der australischen Niederlassung der Austin Motor Company von 1970 bis 1973 gebaut wurden. Es waren auf die speziellen Bedürfnisse des australischen Marktes abgestimmte Weiterentwicklungen des Austin 1800.
Der Austin 1800 ("Landkrabbe") wurde ab 1965 auch im australischen Zweigwerk von BMC hergestellt, traf aber auf ein schwieriges Umfeld. Die Genialität seiner Konstruktion, bei minimalen Außenabmessungen ein maximales Platzangebot im Innenraum zu bieten, wurde im dünn besiedelten Australien nicht so richtig gewürdigt. Die einheimischen Konkurrenzmodelle, der Holden, der Ford Falcon und der Chrysler Valiant, boten zwar nicht mehr Platz im Innenraum, dafür aber eine Karosserie, die repräsentativer aussah und vor allem – was noch wichtiger war – Motoren mit sechs Zylindern. Die australische Niederlassung der BMC entwickelte deshalb den Austin 1800 entsprechend den lokalen Bedürfnissen weiter.
Unter Beibehaltung des Karosseriemittelteils – und damit des großzügigen Platzangebots – wurden Front und Heck deutlich verlängert und eckiger gestaltet. Außerdem bekam er einen völlig neuen Motor, eine Sechszylindervariante des Motors des Austin Maxi. Der Hubraum betrug 2227 cm³, die Leistung 100 bis 115 PS (74 bis 85 kW). Ab 1972 wurde dieser Motor auch in Großbritannien im Austin 2200 eingesetzt, aber seine Premiere feierte er in Australien.
Ende 1970 wurde der neue Wagen vorgestellt. Es gab zwei Varianten: den einfach ausgestatteten Austin Tasman mit Einfachscheinwerfern, durchgehender Sitzbank vorne und einem Einvergasermotor mit 100 PS Leistung, sowie den besser ausgestatteten Austin Kimberley mit Doppelscheinwerfern, vorderen Einzelsitzen und einem Zweivergasermotor mit 115 PS. Die Werbung versprach, dass beide Modelle, also auch der Tasman, eine Höchstgeschwindigkeit von über 100 mph (160 km/h) erreichen würden.
Die Namenswahl zeigte, dass man ein bewusst für Australien konzipiertes Auto anbieten wollte, doch die Nachfrage blieb verhalten. Die meisten Käufer bevorzugten weiterhin die technisch konventionellere Konkurrenz der australo-amerikanischen Hersteller.
In drei Jahren wurden bis 1973 knapp über 15000 Stück dieser Modellreihe gefertigt, wobei der Kimberley gegenüber dem Tasman deutlich bevorzugt wurde. Dann wurden diese Wagen zugunsten des neuen Leyland P76 eingestellt, mit dem die australische Niederlassung ihren nächsten Versuch startete, mit einem speziell für die Bedürfnisse des australischen Marktes konstruierten Fahrzeug zu größerem Erfolg zu kommen. Die Technik des Kimberley/Tasman mit seinem quer eingebauten Sechszylinder-Reihenmotor lebte aber in Großbritannien in den Modellen Austin 2200 und Princess 2200 noch eine Weile weiter.